# Mir Jumla
Mir Jumla (1591 - 30 de març de 1663) fou un destacat subahdar (governador, però avui dia assimilat a un rei) de Bengala a l'Índia oriental sota l'emperador mogol Aurangzeb. Iranià per naixement, el seu nom original era Mir Muhammad Saeed Ardestani (no ha de ser confós amb Mir Jumla I el nom del qual era Mir Muhammad Amin, general durant el regnat de Jahangir. Rebé diversos títols d'Aurangzeb com Mu'azzam Khan, Khan-i-Khanan, salar Sipah i Yar-i-Wafahdar, però fou més popular en la història com Mir Jumla. El nom del seu fill fou Muhammad Amin Khan.

## Primers anys de vida
Mir Jumla era el fill d'un comerciant d'oli pobre de Bengala o Bihar. En la seva primera edat Mir Jumla adquirí una mica de coneixement de lectura, escriptura i aritmètica a través dels quals podia assegurar-se la feina d'administratiu sota un comerciant de diamant que tenia connexions amb el regne de Golkonda al sud de l'Índia (prop de la moderna ciutat d'Hyderabad, Andhra Pradesh, Índia), que era famós per les seves mines de diamant. Més tard va anar a l'Índia al servei d'un altre comerciant. Tanmateix, començà el seu propi negoci de diamant, adquirint algunes mines de diamant i participant en aventures comercials marítimes i gradualment arribava a ser un comerciant de molta fama, amb molts vaixells.
Mir Jumla ingressà al servei del soldà de Golconda i aconseguí la posició de visir o primer ministre del regne. Es trobava i es feia amic del viatger francès Jean-Baptiste Tavernier, Baró d'Aubonne durant aquest temps. Tavernier era un pioner del comerç europeu amb l'Índia i al carismàtic Mir Jumla se l'esmenta prominentment en el seu llibre "Le Six Voyages" de J B. Tavernier".

## Carrera a la cort Imperial Mogol
El príncep Aurangzeb, virrei mogol al Dècan (Índia del sud) l'ajudava i tenia també la protecció de l'emperador mogol Shah Jahan que l'honrava amb el títol de Muazzam Khan, i el va elevar al rang de zat de 6000 i sawar de 6000 i el nomenà diwan-i-kul o primer ministre.
A la seva pujada al tron, Aurangzeb confià la tasca de tractar amb Shah Shuja a Mir Jumla. Shuja era el germà d'Auranzeb i un adversari al tron indi i fou derrotat en la batalla de Khajwa prenent la fuita. Mir Jumla va sguir a Shuja des de Khajwa fins a Tandah i des d'aquesta fins a Dacca (capital de la moderna república de Bangladesh), on arribà el 9 de maig de 1660. Shuja, tanmateix, ja havia deixat Dacca, havia creuat la frontera oriental i finalment havia trobat refugi amb el rei d'Arakan.
Aviat després de la seva arribada a Dacca, Mir Jumla rebia el farman imperial (decret) que el nomenava subahdar (governador) de Bengala. L'emperador, en el reconeixement dels seus serveis, honrava Mir Jumla amb títols, recompenses i augment de mansab (rang). Immediatament començava a reorganitzar l'administració, que s'havia convertit en inactiva en absència de Shuja durant la guerra de successió, i la desobediència i la recança s'havien tornat predominants. Invertint l'acció de Shuja que havia transferit la capital a Rajmahal, tornava Dacca a la seva anterior glòria. Llavors parà atenció a l'administració de justícia, acomiadant els qazis (clergues i jutges) i mir adils deshonestos i els va canviar per persones honestes. Segons Niccolai Manucci, Shuja ca fugir a Tripura amb el seu fill mitjà Buland Akhtar, al que el rei de Tripura Nakshatra Roy àlies Chhatra Narayan va ajudar a arribar a Manipur proveint-lo d'elefants i uns quants guardes per por de l'exèrcit i els informadors d'Aurangzeb. Shuja arribà finalment a Manipur (Mekhli) el 1662 des de Daccca d'on havia sortir el 1660, via Arakan i Tripura. El rei de Manipur, Khunjaoba el rebia el 1662 i mantenia en secret la seva identitat; Aurangzeb va enviat una ambaixada de tres homes ( Ahaddis) a Manipur amb relació a l'afer i el rei Manipur va correspondre amb una ambaixada també de tres homes a la cort mogola
Shuja va estar amagant per un temps a Shujalok (Kairang a l'est d'Imphal, Manipur) i al turó Ukhrul del modern estat, i retornava a la vall el 1679. Des que Shuja arribava en elefant (donat per rei Tripura) fou també conegut entre els historiadors manipuris com Shuna-i-pil (Sunarphul), significant "oficial al càrrec dels elefants", i també com Nongsamei.. Moria en algun moment del 1691 i fou enterrat a Shujalok.
Les activitats de construcció de Mir Jumla a Dacca i els seus suburbis es van traduir en dues carreteres, dos ponts i una xarxa de forts, que eren necessaris per al benestar públic, els propòsits estratègics, i la tramesa veloç de tropes, equip i municions. Un fort a Tangi-Jamalpur vigilava una de les carreteres que connectaven Dacca amb els districtes del nord; es coneix ara com la carretera de Mymensingh. L'altra carretera portava cap a l'est, connectant la capital amb Fatulla (Dhapa vella), on hi havia dos forts, i per extensió la carretera podria portar fins a Khizrpur on se situaven dos altres forts. El pont de Pagla en aquesta carretera està als afores de Fatulla. Algunes parts de les carreteres i els forts construïts per Mir Jumla es conserven.

## Expedició de Frontera Nord-oriental
L'aspecte més important del govern de Mir Jumla a Bengala fou la seva política a la frontera del nord-est, pel qual conquerí els regnes de frontera de Kamrup (Kamarupa) i Assam. Koch Behar era un estat vassall, però Raja Pran Narayan aprofità la guerra de successió i va abandonar la seva fidelitat. El rei d'Ahom (Assam), Jayadhvaja Singh, ocupava una part de Kamrup, que havia estat abans integrat amb la subah de Bengala
Mir Jumla avançà amb un gran exèrcit gran i vaixells contra l'enemic; envià el principal cos de les tropes i l'armada cap a Kamrup, mentre que ell mateix marxava contra Koch Behar. En acostar-se, Pran Narayan evacuà el país i fugí cap a les muntanyes. Koch Behar fou ocupat en un mes i mig i després dels arranjaments administratius a la zona, Mir Jumla decidia anar contra Kamrup.
El rei d'Assam era prou prudent per evacuar Kamrup, però Mir Jumla decidí també conquerir Assam. Mir Jumla amb 12.000 cavallers, 30.000 infants, i una flota de 323 vaixells i bots remuntaren el riu cap a Assam. El contingent incloïa mariners portuguesos, anglesos i holandesos.
Un relat de la campanya i la vida durant aquests temps fou escrit per l'aventurer venecià Niccolao Manucci en 'les' seves memòries 'Storia do Mogor'. Aquest llibre ésa una referència pel treball de l'historiador francès François Catrou que va escriure "Historie Generale de l'Empire du Mogol" el 1715. Manucci també va conèixer un oficial de la marina mogol d'ascendència britànica durant el mateix període, de nom Thomas Pratte. Aquest fou nomenat per Mir Jumla com a oficial a l'armada mogol i l'encarregava de reunir vaixells de guerra i aconseguir la pólvora necessari per a la guerra.
Assam, en aquells dies, era un país gran i la seva geografia física era molt diferent de Bengal. Però res no intimidava Mir Jumla. En un temps de menys de sis setmanes, començant des de Guwahati, Mir Jumla conqueria fins a Gargaon, la capital de l'Assam.

## Guerra de Jungla i campanya countra-insurgència
Més enllà del país baix, Assam era ple de turons alts i muntanyes, inaccessible per a cavalls i tropes, on el rei ahom s'havia refugiat. Durant les pluges, els mogols estaven tancats en uns quants campaments alçats, les carreteres s'inundaven i els corrents i fins i tot els nalahs (desguàs) augmentaven fins a esdevenir grans rius. Els assamesos els assetjaven des de tots els costats amb atacs habitualment de nit; el subministrament de racions des de la seva base també quedava tallat, perquè no es podrien enviar a causa de la inundació de les rutes.
Hi havia gran escassetat de menjar en els camps, tant per a homes com per bèsties, i els soldats començaven a matar cavalls, i només amb gran dificultat els mogols es pogueren salvar de l'anihilació completa. A més a més de l'escassetat de menjar, la pesta es declarava al camp mogol, a causa de l'aire i aigua dolents i insalubres. Com a resultat, Mir Jumla perdé gairebé dos terços del seu exèrcit, i el mateix Mir Jumla va caure malalt. Molts exèrcits s'haurien desintegrat en aquestes circumstàncies però sota el lideratge magnífic de Mir Jumla, l'exèrcit mogol va restar ferm i romania en ofensiva.
Després que les pluges s'acabessin, tant Mir Jumla com el rei d'Assam acceptaren signar un tractat de pau. Els termes de tractat implicaven que el rei ahom acceptava la sobirania mogol i també enviava dues princeses ahoms a la cort de l'emperador indi en senyal de generositat (una d'elles era Romoni Gabhoru, que més tard es convertia en la nora de l'emperador Aurangzeb - també coneguda com la princesa Rahmat Begum). Els ahoms també havien de pagar una indemnització de guerra i un homenatge anual de 20 elefants. També havien de cedir la meitat occidental del seu regne des de Guwahati fins al riu Manas. Encara que els termes eren favorables al mogols, el territori assamès ocupat fou perdut tan aviat com Mir Jumla retornà sobre els seus passos. Moria en el camí darrere en un vaixell als afores de Khizrpur (30 de març de 1663).
La seva tomba simple està localitzada en un petit turó i ha estat mantinguda durant els segles prop de les Muntanyes Garo a l'estat indi de Meghalaya. La tomba és extraordinàriament gran i testimoni de l'alçada llegendària de Mir Jumla, un verdader gegant entre homes.

## política econòmica i comercial
Mir Jumla, un home de negocis reeixit en la seva carrera inicial, era conscient de la contribució del comerç i els comerciants a l'economia d'un país i mirava pels interessos dels comerciants.
Durant el seu temps, el comerç Portuguès havia declinat. Però les companyies holandeses i angleses havien emergit per prendre el seu lloc. Temien la seva influència i buscaven el seu favor. Mir ajudava els comerciants estrangers incloent-hi les companyies europees a gaudir dels privilegis de comerç ja concedits per l'autoritat imperial.

## Resum
Mir Jumla, un home fet a si mateix, fou una de les personalitats notables del segle XVII a l'Índia. Emprenedor i amable, començava com a simple administratiu i arribava a ser un dels generals i governadors més grans de l'Índia dels mogols.
Un gran estadista, era intel·ligent i intuïtiu. Se'l recorda com un governador força humà.

## Altres
Hi ha altres dos Mir Jumla destacats:
- Mir Jumla I o Mir Muhammad Amin de Shahristan (mort el 1637), general i governador en els regnats de Jahangir i Shah Jahan)
- Mir Jumla III o Ubaidullah, fill de Mir Muhammad Wafa de Samarcanda (mort de malària el 1731), general i governador en els regnats de Farrukhsiyar i de Muhammad Shah de Delhi)